# Горнік (Айова)
Горнік (англ. Hornick) — місто (англ. city) в США, в окрузі Вудбері штату Айова. Населення — 255 осіб (2020).

## Географія
Горнік розташований за координатами 42°13′51″ пн. ш. 96°5′48″ зх. д. / 42.23083° пн. ш. 96.09667° зх. д. (42.230923, -96.096596).  За даними Бюро перепису населення США в 2010 році місто мало площу 0,67 км², з яких 0,65 км² — суходіл та 0,01 км² — водойми.

## Демографія
Згідно з переписом 2010 року, у місті мешкало 225 осіб у 102 домогосподарствах у складі 65 родин. Густота населення становила 337 осіб/км².  Було 113 помешкання (169/км²).
Расовий склад населення:
| - 98,2 % — білих - 0,4 % — чорних або афроамериканців - 0,4 % — азіатів |

До двох чи більше рас належало 0,4 %. Частка іспаномовних становила 0,9 % від усіх жителів.
За віковим діапазоном населення розподілялося таким чином: 26,7 % — особи молодші 18 років, 55,5 % — особи у віці 18—64 років, 17,8 % — особи у віці 65 років та старші. Медіана віку мешканця становила 38,3 року. На 100 осіб жіночої статі у місті припадало 92,3 чоловіків;  на 100 жінок у віці від 18 років та старших — 87,5 чоловіків також старших 18 років.
Середній дохід на одне домашнє господарство  становив 56 092 долари США (медіана — 41 944), а середній дохід на одну сім'ю — 66 071 долар (медіана — 51 250). За межею бідності перебувало 2,6 % осіб, у тому числі 0,0 % дітей у віці до 18 років та 4,3 % осіб у віці 65 років та старших.
Цивільне працевлаштоване населення становило 126 осіб. Основні галузі зайнятості: роздрібна торгівля — 19,0 %, освіта, охорона здоров'я та соціальна допомога — 17,5 %, мистецтво, розваги та відпочинок — 14,3 %.